# La Villa Olímpica del Poblenou
La Villa Olímpica del Poblenou (antes conocido simplemente como Vila o Villa Olímpica) es un barrio del distrito de San Martín (Barcelona), perteneciente a Pueblo Nuevo tradicional que fue objeto de reforma y habilitado como Villa Olímpica (residencia de deportistas) con motivo de los Juegos Olímpicos de Barcelona 1992. Su delimitación está entre las calles Marina, Salvador Espriu, Wellington, Llull, Àvila, Icaria y Jaume Vicens i Vives. La zona más cercana al parque era anteriormente conocida como Fort Pius, que se extendía también por una parte del barrio de El Parc i la Llacuna del Poblenou.

## Historia
La Villa Olímpica de Barcelona fue el primer barrio marítimo de Barcelona y cuenta con un nuevo puerto deportivo, un gran paseo marítimo y gran oferta de bares y restaurantes. Fue diseñada por Josep Martorell, Oriol Bohigas, David Mackay y Albert Puigdomènech; y los edificios que la forman son obra de arquitectos ganadores de los premios FAD de arquitectura. La Villa Olímpica fue construida con dos objetivos, modernizar este sector urbano y satisfacer las necesidades de alojamiento de los Juegos Olímpicos.

## Educación, cultura y ocio
El barrio es eminentemente residencial de baja densidad, por lo que, a fecha de 2008, el barrio disponía de 1 centro de educación preescolar, 3 de educación primaria, y uno de secundaria. En el barrio se sitúa un campus de la UPF, en la que se alberga la Facultad de Ciencias Económicas y Empresariales, la de Ciencias Políticas, la de Derecho, la de Humanidades además de varios institutos y escuelas universitarias y centros de investigación.
Alberga tres bibliotecas, la del Instituto Universitario de Historia Jaume Vicens Vives, la Biblioteca General Jaume I i Dipòsit de les Aigües, ambas en la UPF y la Biblioteca Xavier Benguerel, en la avenida de Icaria. 

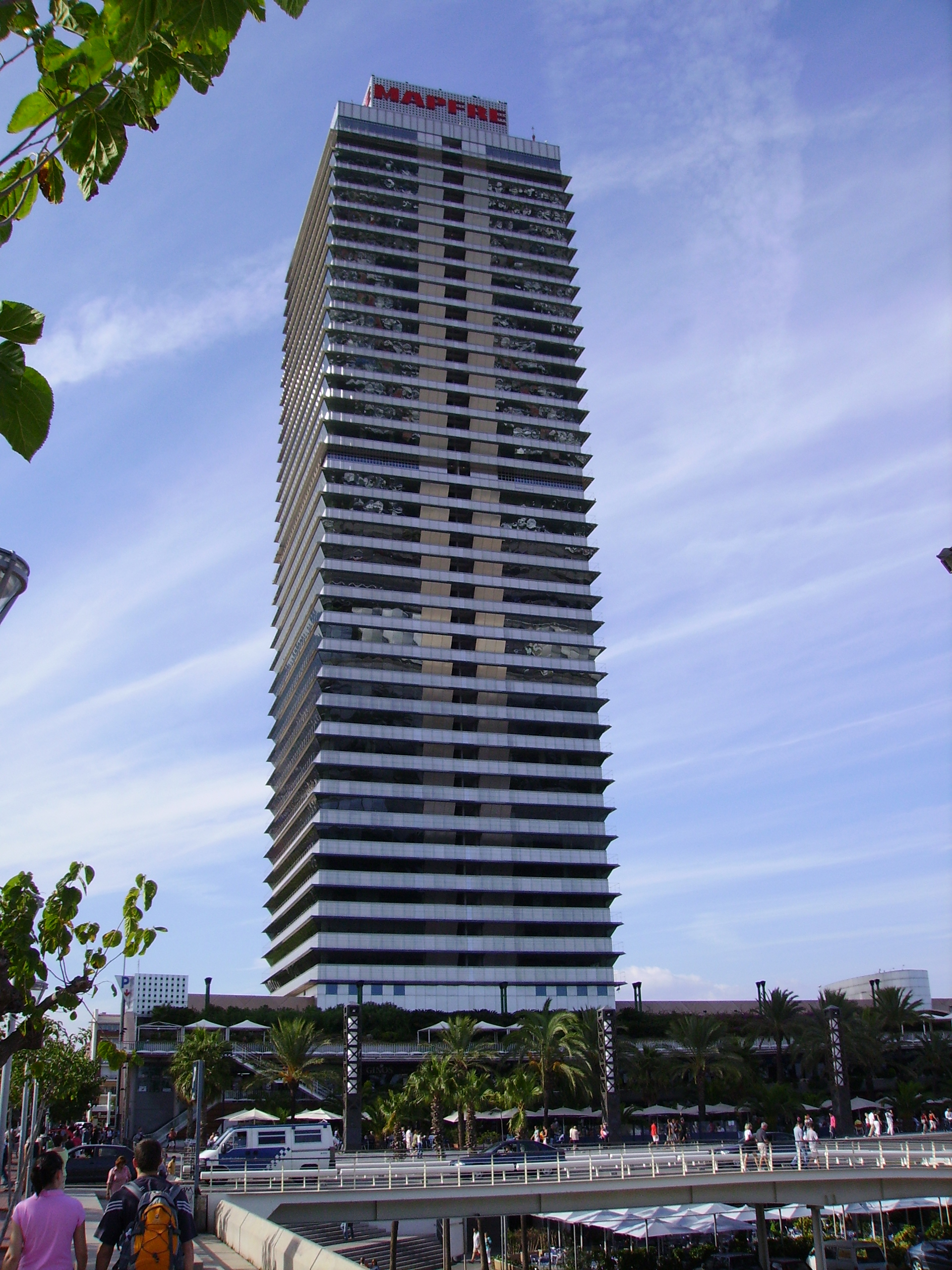
Vista de la Torre Mapfre desde el puerto olímpico. Aunque fue construida a la vez que el Hotel Arts y formaba parte del mismo proyecto, solo la Torre Mapfre situada en la vertiente norte (o Besós) pertenece a este barrio y al distrito de San Martín.

En el barrio se sitúa el Puerto Olímpico construido con motivo de los juegos para la navegación deportiva cuya capacidad le permite acoger un número considerable de embarcaciones. Dispone de varios locales de ocio nocturno así como numerosos restaurantes de reputada categoría. Justo al norte se encuentra la playa de Nueva Icaria.

## Otras instalaciones y servicios

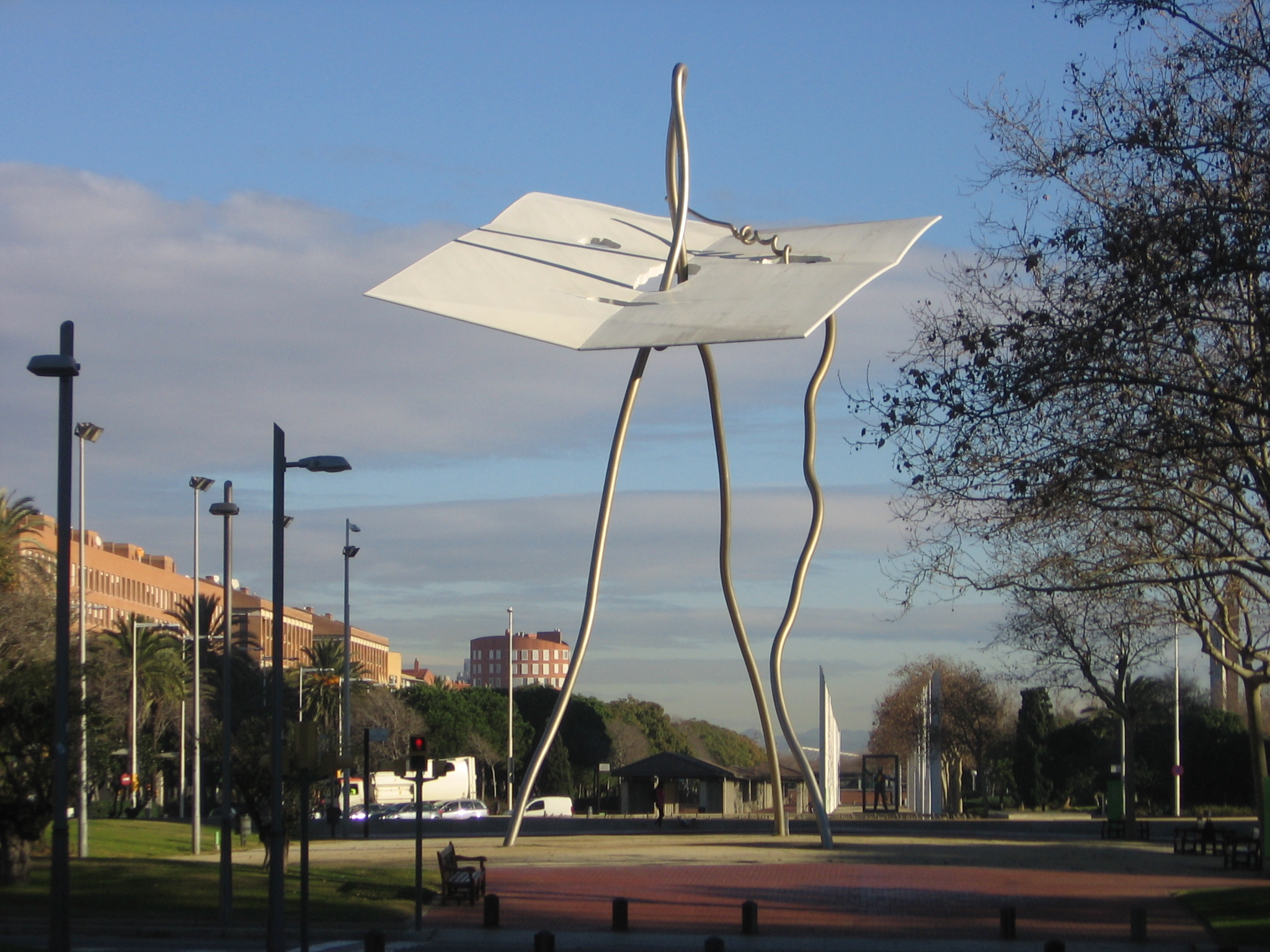
David y Goliat, de Antoni Llena

El barrio alberga un centro comercial llamado El Centre de la Vila. Dispone también de una iglesia católica (Parroquia de San Félix Africano) y un centro de culto hindú. En el barrio también se asienta un Centro de Atención Primaria Vila Olímpica.

## Transportes
En La Villa Olímpica del Poblenou se localiza la estación de Ciutadella-Vila Olímpica que da servicio a la red de metro. Se encuentran allí también las estaciones terminales de la red de tranvía Trambesòs Ciudadela-Vila Olímpica y Wellington. En el barrio se localizan nueve estaciones de Bicing (2008).